# Vera Cerna
Vera Cerna (Brno, Checoslovaquia, 17 de mayo de 1963-30 de septiembre de 2024) fue una gimnasta artística checoslovaca, especialista en la prueba de viga de equilibrio con la que ha logrado ser campeona mundial en 1979.

## Palmarés
En el Mundial de Fort Worth 1979 ganó la medalla de oro en la prueba de la barra o viga de equilibrio, quedando situada en el podio por delante de la soviética Nellie Kim (medalla de plata) y la alemana Regina Grabolle (medalla de bronce).